# Aplonis tabuensis
El estornino de Polinesia (Aplonis tabuensis) es una especie de ave paseriforme de la familia Sturnidae que vive en Oceanía. Puebla los archipiélagos de Samoa, Fiyi, Niue, islas Salomón, Wallis y Futuna y las islas de Tonga.